# Brugakker
Brugakker is een buurt in de Nederlandse plaats Zeist, en maakt deel uit van de wijk Zeist-West. Brugakker is gebouwd in 1974. In Brugakker staan met name rijtjeshuizen en appartementen. De wijk Brugakker telde 2.520 inwoners in 2023.